# Alexander Klitzpera
Alexander Klitzpera (München, Nyugat-Németország, 1977. október 19. –) német labdarúgóhátvéd.